# هنگ دوم سواره‌نظام (ایالات متحده)
سواره نظام دوم (انگلیسی: 2nd Cavalry Regiment)، یا اژدهای دوم یک هنگ سواره نظام فعال در ارتش ایالات متحده است. اژدهای دوم، تا سپتامبر ۲۰۱۳، یک جزء از سپاه هفتم بود و اکنون یک واحد از ارتش ایالات متحده در خاک اروپا است؛ که در پادگان رز در فیلسک آلمان مستقر می‌باشد.